# 1925 год в музыке

## Классическая музыка
- Бела Барток — Танцевальная сюита
- Эрнест Блох — Concerto Grosso No. 1 для фортепиано и струнных
- Курт Вайль — концерт для скрипки с оркестром
- Эдгар Варез — Интегралы
- Ральф Воан-Уильямс — Concerto Accademico для скрипки и струнных
- Джордж Гершвин — Концерт для фортепиано с оркестром
- Богуслав Мартину — Струнный квартет № 5
- Карл Нильсен — Симфония № 6 (Sinfonia Semplice)
- Сергей Прокофьев — Симфония № 2
- Сергей Прокофьев — музыка к балету Трапеция
- Уильям Уолтон — Portsmouth Point, концертная увертюра
- Дмитрий Шостакович — Симфония № 1
- Эрвин Шульхофф — Симфония № 1, Струнный квартет № 2

## Выпущенные альбомы
- The Hot Fives & Sevens vol. 1 (Луи Армстронг)

## Родились

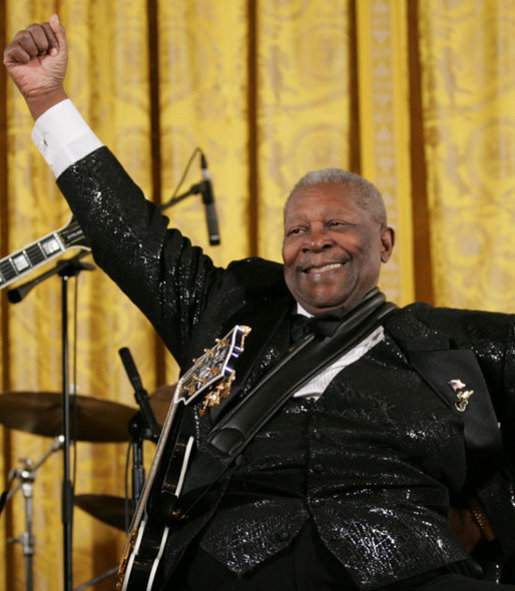
Би Би Кинг

### Январь
- 2 января
  - Ирина Архипова (ум. 2010) — советская и российская оперная и камерная певица
  - Анджей Никодемович (ум. 2017) — польский композитор, пианист, дирижёр и музыкальный педагог
- 9 января — Офелия Амбарцумян (ум. 2016) — советская и армянская певица
- 12 января — Лауренциу Профета (ум. 2006) — румынский композитор
- 13 января — Гвен Вердон (ум. 2000) — американская актриса и танцовщица
- 14 января — Луи Килико (ум. 2000) — канадский оперный певец (баритон) и музыкальный педагог
- 15 января — Ярема Стемповский (ум. 2001) — польский актёр и певец
- 24 января — Фарит Юсупов (ум. 2001) — советский и российский артист балета и балетный педагог
- 26 января — Джоан Лесли (ум. 2015) — американская актриса и танцовщица

### Февраль
- 4 февраля — Юрий Славнитский (ум. 2000) — советский и российский музыкант, хоровой дирижёр и музыкальный педагог
- 8 февраля — Анатолий Васильковский (ум. 2001) — советский и российский баянист и композитор
- 9 февраля
  - Бобби Льюис (ум. 2020) — американский певец и пианист
  - Билли Уильямсон[англ.] (ум. 1996) — американский музыкант, гитарист группы Bill Haley & His Comets
- 16 февраля — Евгений Родыгин (ум. 2020) — советский и российский композитор
- 27 февраля — Константин Марин (ум. 2011) — румынский композитор, дирижёр и театральный деятель

### Март
- 9 марта — Тамара Нижникова (ум. 2018) — советская и белорусская оперная певица (колоратурное сопрано) и музыкальный педагог
- 11 марта — Маргарита Саморукова (ум. 2002) — советский и российский дирижёр и музыкальный педагог
- 26 марта
  - Пьер Булез (ум. 2016) — французский композитор и дирижёр
  - Клаудио Спис (ум. 2020) — американский композитор чилийского происхождения
- 28 марта
  - Игорь Бельский (ум. 1999) — советский и российский артист балета, хореограф и балетный педагог
  - Дмитрий Гнатюк (ум. 2016) — советский и украинский камерный и оперный певец (баритон), театральный режиссёр и музыкальный педагог
- 29 марта — Людмила Лядова (ум. 2021) — советский и российский композитор, пианистка и певица

### Апрель
- 4 апреля — Авангард Федотов (ум. 2015) — советский и российский кларнетист и музыкальный педагог
- 5 апреля — Олдрих Флосман (ум. 1998) — чешский и чехословацкий композитор
- 12 апреля — Прентисс Барнс[англ.] (ум. 2006) — американский певец, вокалист группы The Moonglows
- 26 апреля — Йёрген Ингманн (ум. 2015) — датский гитарист
- 29 апреля — Колетт Маршан (ум. 2015) — французская артистка балета и киноактриса

### Май
- 3 мая — Аскольд Макаров (ум. 2000) — советский и российский артист балета, балетмейстер, балетный педагог и публицист
- 6 мая — Эрнст Апфель (ум. 2002) — немецкий музыковед и педагог
- 15 мая — Андрей Эшпай (ум. 2015) — советский и российский композитор, пианист и музыкальный педагог
- 16 мая — Луис де Карвалью[порт.] (ум. 2015) — бразильский эстрадный певец
- 20 мая — Илья Зайдентрегер (ум. 2017) — советский и российский дирижёр и музыкальный педагог
- 23 мая — Мак Уайзман (ум. 2019) — американский певец, гитарист и автор песен

### Июнь
- 25 июня — Галина Рождественская (ум. 2001) — советский и российский дирижёр, хормейстер и музыкальный педагог
- 27 июня — Док Помус (ум. 1991) — американский блюзовый певец и автор песен

### Июль
- 6 июля
  - Эл Грей (ум. 2000) — американский джазовый тромбонист
  - Томас Корганов (ум. 2015) — советский и российский композитор
  - Ханс Гюнтер Моммер (ум. 2001) — немецкий дирижёр и композитор
  - Билл Хейли (ум. 1981) — американский музыкант, певец и автор песен, один из первых исполнителей рок-н-ролла
- 11 июля
  - Николай Гедда (ум. 2017) — шведский оперный певец (тенор)
  - Маттивильда Доббс (ум. 2015) — американская оперная певица (колоратурное сопрано) и музыкальный педагог
- 15 июля — Бенни Бенджамин[англ.] (ум. 1969) — американский барабанщик
- 16 июля — Росита Кинтана (ум. 2021) — мексиканская актриса, композитор, певица и сценаристка аргентинского происхождения
- 23 июля — Глория Дехейвен (ум. 2016) — американская актриса и певица
- 29 июля — Микис Теодоракис (ум. 2021) — греческий композитор

### Август
- 1 августа — Борис Зайцев (ум. 2000) — советский и украинский певец
- 3 августа — Карел Фиала (ум. 2020) — чешский оперный певец (тенор) и киноактёр
- 15 августа
  - Билл Пинкни[англ.] (ум. 2007) — американский певец, вокалист группы The Drifters
  - Альдо Чикколини (ум. 2015) — итальянский и французский пианист

### Сентябрь
- 6 сентября — Джимми Рид (ум. 1976) — американский блюзовый певец, музыкант и автор песен
- 8 сентября
  - С. Мохиндер (ум. 2020) — индийский кинокомпозитор
  - Александр Холминов (ум. 2015) — советский и российский композитор
- 9 сентября — Соня Червена (ум. 2023) — чехословацкая и чешская оперная певица (меццо-сопрано)
- 11 сентября — Гарри Сомерс (ум. 1999) — канадский композитор и музыкальный педагог
- 13 сентября — Мел Торме (ум. 1999) — американский джазовый певец, музыкант и автор песен
- 16 сентября — Би Би Кинг (ум. 2015) — американский блюзовый гитарист, певец и автор песен
- 23 сентября — Николай Кауфман (ум. 2018) — болгарский музыковед, композитор и фольклорист

### Октябрь
- 6 октября — Евгений Блинов (ум. 2018) — советский, российский и украинский балалаечник, дирижёр и музыкальный педагог
- 13 октября — Константин Ганев — болгарский пианист, музыковед, общественный деятель и педагог
- 16 октября — Анджела Лэнсбери (ум. 2022) — британская и американская актриса и певица
- 20 октября — Том Дауд (ум. 2002) — американский звукорежиссёр и музыкальный продюсер
- 21 октября — Ида Крылова (ум. 1999) — советская и российская марийская певица и собирательница старинных марийских песен

### Ноябрь
- 3 ноября — Валентин Давыденко — певец, тенор. Заслуженный артист Латвийской ССР (1958), Заслуженный артист РСФСР (1973).
- 4 ноября — Керстин Деллерт (ум. 2018) — шведская оперная певица (сопрано)
- 11 ноября — Бруно Мартино (ум. 2000) — итальянский джазовый композитор, певец и пианист
- 15 ноября — Юриан Андриссен (ум. 1996) —  нидерландский композитор
- 20 ноября — Майя Плисецкая (ум. 2015) — советская и российская балерина, балетмейстер и хореограф
- 22 ноября — Гюнтер Шуллер (ум. 2015) — американский валторнист, музыковед и музыкальный педагог
- 23 ноября — Джонни Мэндел (ум. 2020) — американский аранжировщик и кинокомпозитор
- 25 ноября — Николь Анрио (ум. 2001) — французская пианистка

### Декабрь
- 5 декабря — Дамба Жалсараев (ум. 2002) — советский и российский бурятский поэт, автор текста гимна Бурятии
- 10 декабря — Самар Дас (ум. 2001) — бангладешский композитор и музыкант
- 12 декабря — Владимир Шаинский (ум. 2017) — советский и российский композитор, музыкант и музыкальный педагог
- 20 декабря — Властимир Николовски (ум. 2001) — македонский композитор и музыкальный педагог
- 23 декабря
  - Виталий Катаев (ум. 1999) — советский и российский дирижёр и музыкальный педагог
  - Янош Мароти (ум. 2001) — венгерский музыковед и музыкальный критик
- 28 декабря — Хильдегард Кнеф (ум. 2002) — немецкая актриса и певица
- 29 декабря — Капитолина Кузьмина (ум. 2022) — советская и российская актриса и певица оперетты

### Без точной даты
- Грегори Миллар (ум. 2002) — американский дирижёр канадского происхождения

## Скончались

### Январь
- 3 января — Николай Кочетов (60) — русский композитор, дирижёр, музыкальный педагог и музыкальный критик
- 26 января — Луиза Крюппи (62) — французская писательница, музыкант и хозяйка литературного салона

### Февраль
- 2 февраля — Эмми Кёлер (66) — шведская писательница, педагог и композитор
- 11 февраля — Аристид Брюан (73) — французский поэт, шансонье, комедиант и владелец кабаре
- 20 февраля — Марко Энрико Босси (63) — итальянский композитор и органист

### Март
- 11 марта — Андреас Галлен (78) — шведский композитор, дирижёр, музыкальный критик и музыкальный педагог
- 15 марта — Андрей Карашвили (67) — грузинский композитор, скрипач и музыкальный педагог
- 25 марта — Василий Зиновьев (51) — русский священник, композитор и музыкальный педагог
- 26 марта — Карл Кипп (59) — русский музыкальный педагог и пианист

### Апрель
- 22 апреля — Андре Капле (46) — французский композитор и дирижёр

### Май
- 9 мая — Александр Вышнеградский (57) — русский банкир, предприниматель и композитор-любитель
- 18 мая — Николай Званцев (54) — русский и советский оперный певец (бас-баритон), актёр, театральный режиссёр и вокальный педагог

### Июнь
- 4 июня — Георге Дима (77) — румынский композитор, хоровой дирижёр и музыкальный педагог
- 23 июня — Ганс Виндерштайн (68) — немецкий дирижёр и композитор
- 26 июня — Эрнесто Дрангош (43) — аргентинский пианист и композитор

### Июль
- 16 июля — Вильгельм Барге (88) — немецкий флейтист

### Август
- 8 августа
  - Альфред Бекефи (81) — русский артист балета и балетный педагог венгерского происхождения
  - Михаил Медведев (73) — русский оперный певец (тенор) и музыкальный педагог

### Сентябрь
- 11 сентября
  - Болеслав Доманевский (68) — польский пианист и музыкальный педагог
  - Густав Кастропп (81) — немецкий поэт, драматург и либреттист

### Октябрь
- 23 октября — Вячеслав Каратыгин (50) — русский музыкальный критик и композитор
- 27 октября — Вильгельм Герике (80) — австрийский дирижёр и композитор

### Декабрь
- 9 декабря — Эжен Жигу (81) — французский композитор и органист
- 13 декабря — Каролина Беттельгейм (80) — австро-венгерская камерная и оперная певица (меццо-сопрано) и пианистка
- 20 декабря — Ханина Карчевский (47/48) — еврейский композитор и музыкальный педагог

### Без точной даты
- Кокбай Жанатаев (63/64) — казахский акын
- Мария Каменская (70/71) — русская оперная и камерная певица (меццо-сопрано)